# Epicharis xanthogastra
Epicharis xanthogastra là một loài Hymenoptera trong họ Apidae. Loài này được Moure & Seabra mô tả khoa học năm 1959.